# Bacchusreiher

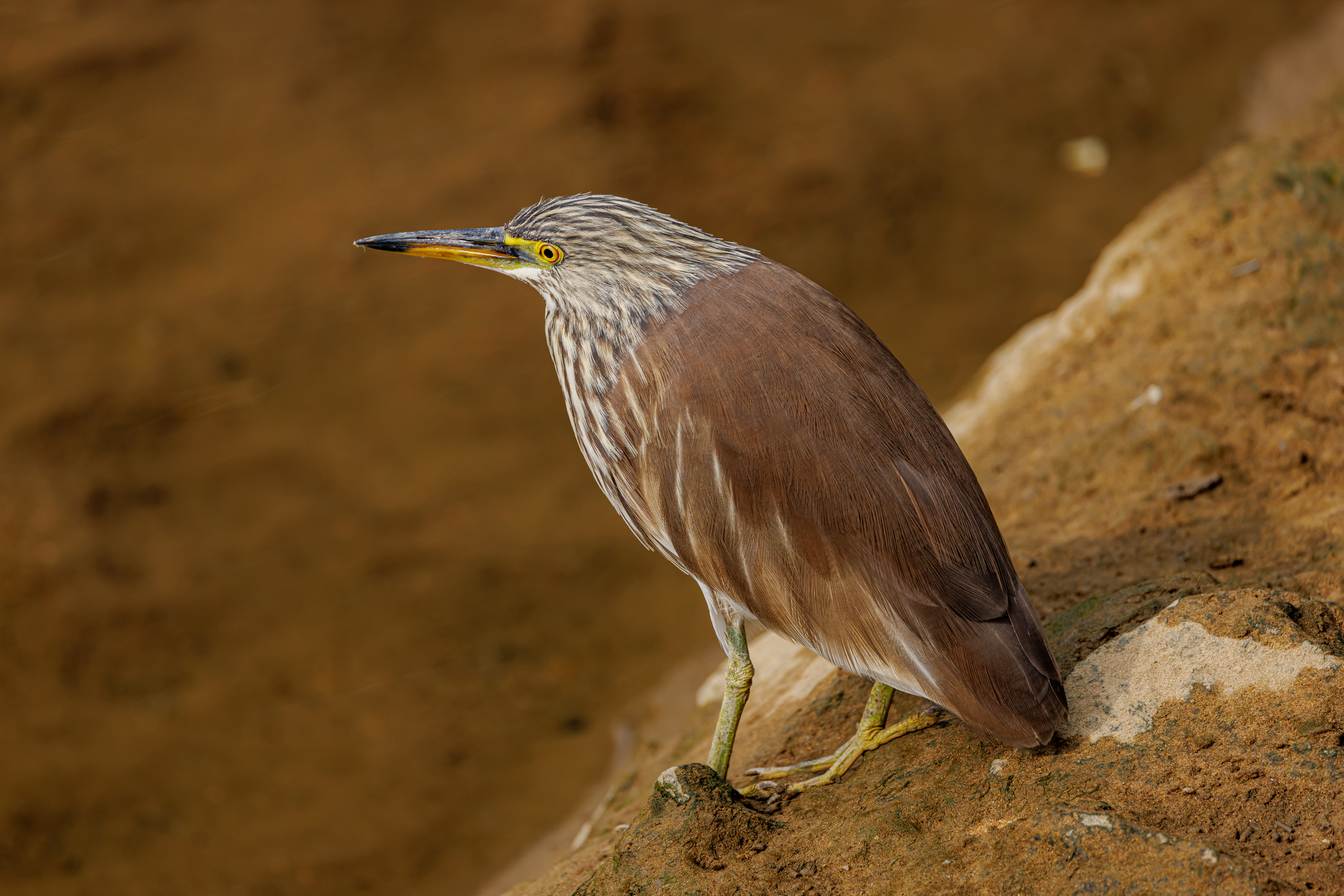
Bacchusreiher (Schlichtkleid)

Der Bacchusreiher (Ardeola bacchus) ist eine Vogelart aus der Familie der Reiher.

## Merkmale
Der Bacchusreiher ist ein gedrungener Reiher von etwa 50 cm Körperlänge. Sein Gefieder ist gewöhnlich von unauffälliger bräunlicher Farbe. Zur Paarungszeit trägt er jedoch ein Prachtkleid mit rotbraunem Kopf und Hals, schiefergrauem Rücken und weißer Unterseite.

## Vorkommen
Sein Verbreitungsgebiet umfasst das südliche und östliche Asien von Assam bis China. Er brütet aber auch in Südostasien bis hin nach Borneo und stößt auf seinen Streifzügen gelegentlich sogar nach Japan und in den Mittelmeerraum vor. Sein Lebensraum umfasst ausgedehnte Sümpfe, genauso wie Seen,  Küstengewässer und sogar Reisfelder.

## Verhalten
Er jagt kleine Fische, Frösche, Krebstiere und Insekten in den Uferregionen und feuchten Wiesen. Auch wurde beobachtet, dass er oft mit Wasserbüffeln vergesellschaftet lebt, um von diesen aufgescheuchte Kleintiere oder deren Parasiten zu jagen.
Bacchusreiher brüten in kleinen Kolonien, oft zusammen mit anderen Reiherarten. Ihr Nest wird aus Zweigen und Schilf errichtet. Das Weibchen legt drei bis fünf hellgrüne Eier, die von beiden Elternvögel etwa drei Wochen lang bebrütet werden.